# فولوديمير هولوبنيتشي
فولوديمير ستيبانوفيتش هولوبنيتشي (بالأوكرانية: Володимир Степанович Голубничий؛ 02 يونيو 1936 - 16 أغسطس 2021) متسابق مشي أوكراني، تنافس لصالح الاتحاد السوفيتي. سيطر على سباق المشي لمسافة 20 كيلومترًا في الستينيات والسبعينيات، وفاز بأربع ميداليات أولمبية من عام 1960 إلى عام 1972 واحتل المركز السابع في عام 1976. أصبح بطلاً أولمبيًا في عامي 1960 و1968. ويعتبر واحدًا من أعظم متسابقي المشي في كل العصور، وتنافس في الألعاب الأولمبية في خمس مناسبات في أعوام 1960 و1964 و1968 و1972 و1976.